# Edward A. Cope
Edward A. Cope (n. 1950) es un biólogo y botánico estadounidense.
Es asistente curador y "Botánico de Extensión" del L.H. Bailey Hortorium", de la Cornell University en Ithaca. Y biólogo en el correspondiente Departamento de la Universidad de Humboldt, California.

## Obra
- 2001 Muenscher’s keys to woody plants: An Expanded Guide to Native and Cultivated Species. 368 pp.
- 1996 Native & Cultivated Conifers Of Northeastern America. 224 pp. ISBN	0801493609
- 1994 Further Notes on Beachgrasses (Ammophila) in Northeastern North America. NYFA Newsletter mayo de 1994 (Vol. 5, N.º 2)
- 1992 Apera interrupta (L.) Beauv. in New York. NYFA Newsletter agosto de 1992 (Vol. 3, N.º 2)
- 1986 Native and Cultivated Conifers of Northeastern North America: A Guide. 232 pp. Cornell University Press
- 1979 Biological Studies of Selected Peruvian Bats of Tingo María, Departamento de Huánuco. John B. Bowles, James B. Cope & Edward A. Cope. Trans. of the Kansas Academy of Science.